# Корнута, Анна Николаевна
Анна Николаевна Корнута (в замужестве — Венгрус) (род. 10 ноября 1988, Харьков) — украинская легкоатлетка, выступающая в прыжках в длину. Участница летних Олимпийских игр 2016 года. Двукратная чемпионка Украины в помещениях (2014, 2016).

## Биография и карьера
Родилась 10 ноября 1988 года в Харькове. Окончила Харьковскую государственную академию физической культуры.
В 2016 году победила на международном турнире по легкой атлетике «Memorial Feancisco Ramón Higureas». Также участвовала в чемпионате Европы и Олимпиаде в Рио.
Завершила спортивную карьеру в 2017 году.

## Основные результаты
| Год  | Соревнования                 | Место проведения          | Место    | Дисциплина     | Результат |
| ---- | ---------------------------- | ------------------------- | -------- | -------------- | --------- |
| 2013 | Чемпионат мира               | Москва, Россия            | 15 (кв.) | прыжок в длину | 6,53 м    |
| 2014 | Чемпионат мира в помещении   | Сопот, Польша             | 11 (кв.) | прыжок в длину | 6,35 м    |
| 2015 | Летняя Универсиада           | Кванджу, Республика Корея | 16 (кв.) | прыжок в длину | 5,98 м    |
| 2015 | Летняя Универсиада           | Кванджу, Республика Корея | 7        | тройной прыжок | 13,27 м   |
| 2016 | Чемпионат Европы             | Амстердам, Нидерланды     | 11       | прыжок в длину | 6,42 м    |
| 2016 | Летние Олимпийские игры      | Рио-де-Жанейро, Бразилия  | 19 (кв.) | прыжок в длину | 6,37 м    |
| 2017 | Чемпионат Европы в помещении | Белград, Сербия           | 13 (кв.) | прыжок в длину | 6,10 м    |